# Derecho del mar

El Derecho del mar es una rama del Derecho político, que estudia los derechos soberanos que tiene el Estado sobre el espacio marítimo que corresponde a su territorio. Algunos aspectos del derecho sobre los océanos afectan las relaciones entre las naciones y bastantes asuntos importantes, como el de la neutralidad o la beligerancia en tiempos de guerra, que son tratados por el Derecho internacional. Se diferencia del Derecho marítimo debido a que son normas jurídicas relacionadas entre las naciones, mas no entre particulares como en el caso de esta otra rama del Derecho.
Por esta razón, el Derecho del mar es también una rama del Derecho internacional regida principalmente por la "Convención de las Naciones Unidas para el Derecho del Mar", la cual regula los aspectos primordiales del Derecho de las naciones costeras sobre los océanos tales como: los derechos de navegación, el sobrevuelo, la pesca, investigaciones científicas marinas, descubrimientos mineros en los fondos marinos y la protección del medio ambiente marino. Es uno de los instrumentos más completos del derecho internacional y establece el marco legal fundamental para todos los aspectos de soberanía, jurisdicción, utilización, derechos y obligaciones de las naciones en relación con los océanos. 
En síntesis, el Derecho del mar, le otorga a cada nación costera o país archipiélago ejercer su soberanía sobre el mar territorial hasta 12 millas náuticas (22,24 km o 13,8 millas) y la competencia sobre los recursos, investigaciones científicas y protección del medio ambiente en la zona económica exclusiva que llega hasta las 200 millas náuticas (370,4 km o 230,3 millas). Más allá de esta zona, los descubrimientos de minerales en las cuencas de los mares están regulados por el Derecho Internacional Público.

## Historia
Entre los primeros ejemplos de códigos legales sobre asuntos marítimos se encuentra la bizantina Lex Rhodia de iactu, promulgada entre el 600 y 800 d. C. con objeto de gobernar el comercio y la navegación en el Mediterráneo. Se encuentra ejemplos de leyes marítimas durante el Medioevo como los Rôles d'Oléron en Aquitania, basada en la Lex Rhodia, y las Leyes de Wisby, basada en los Rôles d'Oléron, promulgadas entre las ciudades-estado mercantiles de la Liga Hanseática.

"Mare clausum" durante la era de los descubrimientos

La formulación más antigua conocida del derecho internacional público del mar fue en la era de los descubrimientos. Portugal y España lideraron esta tendencia, reclamando tanto las rutas terrestres como marítimas que descubrieron. España consideraba el Océano Pacífico como un mare clausum, literalmente un "mar cerrado" fuera del alcance de otras potencias navales, intentando así proteger sus posesiones en Asia.
Para tal fin protegía la única entrada conocida al Pacífico desde el Atlántico, el Estrecho de Magallanes. La bula papal Romanus Pontifex (1455) reconoció el derecho exclusivo de Portugal a la navegación, el comercio y la pesca en los mares cerca de la tierra descubierta, y sobre esta base los portugueses reclamaron el monopolio del comercio de las Indias Orientales, provocando así la oposición y el conflicto de otras potencias navales europeas. Surgirán pensadores que implantaran las nociones de libertad de comercio y libertad de los mares como Francisco de Vitoria.

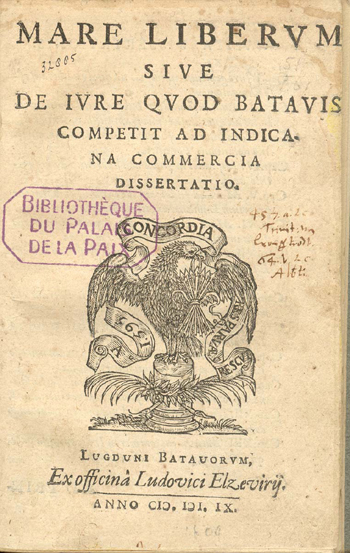
Mare Liberum (1609) por Hugo Grotius, uno de los primeros trabajos sobre el tema.

El asunto de la libertad de mares fue popularizado por Hugo Grotius que en su Mare Liberum (La libertad de los mares), publicado en 1609, expone como principio que el mar era territorio internacional y que todas las naciones eran así libres de usarlo para el comercio. "Cada nación es libre de viajar a cualquier otra nación y comerciar con ella". Por lo tanto, había un derecho de paso inocente sobre la tierra y un derecho similar de paso inocente en el mar. Grocio observó que, a diferencia de la tierra, en la cual los soberanos podían demarcar su jurisdicción, el mar era similar al aire, una propiedad común de todos. En respuesta a Grocio, el jurista inglés John Selden argumentó en su Mare Clausum que el mar era tan capaz de apropiarse por poderes soberanos como el territorio terrestre. Rechazando la premisa de Grocio, Selden afirmó que no había una base histórica para que el mar fuera tratado de manera diferente a la tierra, ni había nada inherente en la naturaleza del mar que impidiera que los estados ejercieran dominio sobre partes de él. En esencia, el derecho internacional podría evolucionar para adaptarse al marco emergente de jurisdicción nacional sobre el mar.
A medida que un número creciente de naciones comenzó a expandir su presencia naval en todo el mundo, aumentaron las demandas conflictivas sobre el mar abierto. Esto llevó a los estados marítimos a moderar su postura y limitar el alcance de su jurisdicción hacia el mar desde tierra. Esto fue ayudado por la posición de compromiso presentada por el teórico legal holandés Cornelius van Bynkershoek, quien en su De dominio maris (1702) propuso como principio que el dominio marítimo se limitaba a la distancia dentro de la cual los cañones podían protegerlo efectivamente.
El concepto de "libertad de los mares" se hizo prácticamente universal a lo largo del siglo XX, siguiendo el dominio global de las potencias navales europeas. Los derechos nacionales y la jurisdicción sobre los mares se limitaron a un cinturón de agua específico que se extiende desde las costas de una nación, generalmente tres millas náuticas (5,6 km), la distancia a la que los cañones pueden proteger la costa. Según el principio de mare liberum, todas las aguas más allá de las fronteras nacionales se consideraron aguas internacionales: libre para todas las naciones, pero que no pertenecen a ninguna de ellas.
A principios del siglo XX, algunas naciones expresaron su deseo de extender los reclamos marítimos nacionales para explotar los recursos minerales, proteger las poblaciones de peces y hacer cumplir los controles de contaminación. Con ese fin, en 1930, la Liga de las Naciones convocó una conferencia en La Haya, pero no hubo acuerdos. A mediados del siglo XX, las mejoras tecnológicas en la pesca y la exploración petrolera expandieron el rango náutico en el que los países podían detectar y explotar los recursos naturales. Esto llevó al presidente de los Estados Unidos Harry S. Truman en 1945 a extender la jurisdicción estadounidense a todos los recursos naturales de su plataforma continental., mucho más allá de las aguas territoriales del país. La proclamación de Truman citaba el principio del derecho internacional consuetudinario del derecho de una nación a proteger sus recursos naturales. Otras naciones rápidamente siguieron su ejemplo: entre 1946 y 1950, Chile, Perú y Ecuador extendieron sus derechos a una distancia de 200 millas náuticas (370 km) para poder cubrir la corriente de Humbolt.

Firmada y ratificada
Firmada pero no ratificada
No firmada

El primer intento de promulgar y codificar una ley integral del mar fue en la década de 1950, poco después de la proclamación de Truman en la plataforma continental. En 1956, las Naciones Unidas celebraron su primera Conferencia sobre el Derecho del Mar (UNCLOS I) en Ginebra, Suiza, que dio lugar a cuatro tratados concluidos en 1958.
La convención entró en vigor el 16 de noviembre de 1994, un año después de que fuera ratificada por el 60.º estado, Guyana; en consecuencia, los cuatro tratados concluidos en la primera Conferencia de la ONU en 1956 fueron reemplazados. A partir de junio de 2019, UNCLOS ha sido ratificado por 168 estados. Muchos de los países que no han ratificado el tratado, como los Estados Unidos, reconocen que sus disposiciones reflejan el derecho internacional consuetudinario. Por lo tanto, sigue siendo la fuente de derecho internacional más reconocida y seguida con respecto al mar.